# Bröderna Andersson
Bröderna Andersson är en svensk dokumentärfilm från 2024. Filmen är regisserad av Johanna Bernhardson som också svarat för filmens manus.
Filmen förhandsvisades på Göteborg Film Festival i januari 2024 och hade biopremiär i Sverige den 23 augusti 2024, utgiven av Triart Film.

## Handling
Filmen kretsar kring fyra bröder som glidit isär. En är den berömde filmskaparen Roy Andersson, och en är regissörens pappa. Bröderna Andersson är en släktkrönika om drömmar och klasstillhörighet som sträcker sig flera generationer bakåt i tiden.

## Medverkande (i urval)
- Roy Andersson